# Мыцу, Раду
Раду Мыцу (рум. Radu Mîţu; род. 4 ноября 1994, Орхей) — молдавский футболист, вратарь клуба «Васалундс». Выступал в молодёжной сборной Молдавии.

## Клубная карьера
Начинал играть в футбол в родном городе, в клубе «Милсами». Дебютный матч в высшем дивизионе Молдавии сыграл 11 мая 2013 года против «Рапид Гидигич» (1:2) и отметился в этом матче курьёзным автоголом — вбрасывая мяч рукой от ворот, голкипер выронил его, и тот закатился в ворота. В следующий раз Мыцу вышел на поле в матче чемпионата страны спустя год — в последнем туре сезона 2013/14.
В сезоне 2014/15 Раду Мыцу стал основным вратарём своего клуба и выходил на поле в 24-х матчах чемпионата, в 13-ти из них он отстоял «на ноль», в том числе в девяти — подряд. В этом сезоне «Милсами» впервые в своей истории стал чемпионом Молдавии. В еврокубках дебютировал в матче второго квалификационного раунда Лиги чемпионов 2015/16 с болгарским «Лудогорцем».

## Международная карьера
Раду Мыцу выступает за молодёжную сборную Молдавии. В её составе футболист дважды (2014 и 2015) принимал участие в розыгрышах Кубка Содружества, также играл в матчах отборочного турнира молодёжного чемпионата Европы.

## Достижения
- Чемпион Молдавии: 2014/15